# Ctenyura tortuosa
Ctenyura tortuosa är en sjöpungsart som beskrevs av Kott 1985. Ctenyura tortuosa ingår i släktet Ctenyura och familjen lädermantlade sjöpungar. Inga underarter finns listade i Catalogue of Life.